# Hermann von Schelling

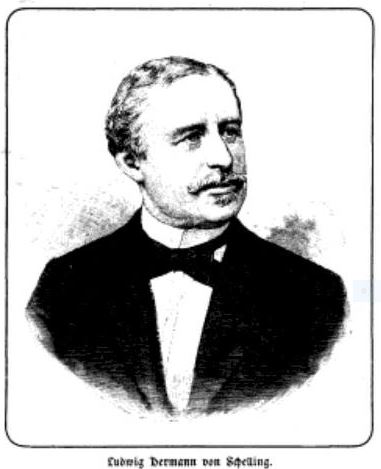
Hermann von Schelling

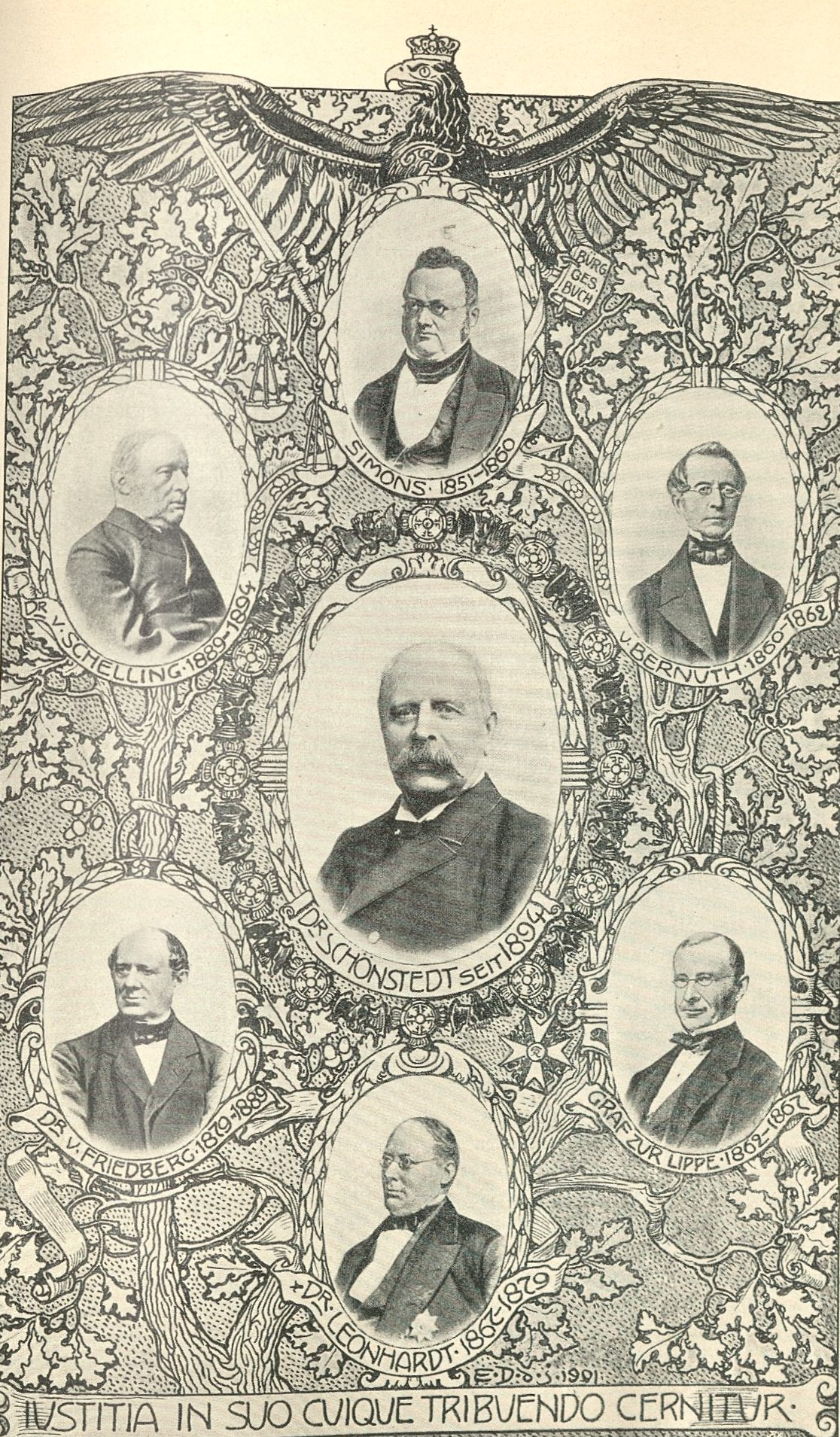
Justizminister Preußens 1851–1905

Ludwig Hermann von Schelling, geadelt 1857 (* 19. April 1824 in Erlangen; † 15. November 1908 in Berlin), war ein deutscher Jurist, königlich preußischer Staats- und Justizminister sowie Kronsyndikus.

## Leben

### Herkunft
Hermann Schelling war der jüngste Sohn des 1812 in den bayerischen persönlichen Adelsstand erhobenen Philosophen Friedrich Schelling (1775–1854) und dessen zweiter Ehefrau Pauline Gotter (1786–1854).

### Werdegang
Er wurde als Achtzehnjähriger mit einer Dissertation aus den Altertumswissenschaften 1842 in München zum Dr. phil. promoviert.
Nachdem er Rechtswissenschaft studiert hatte, trat Schelling 1844 in den Justizdienst Preußens ein, womit eine lange und wechselhafte Karriere im deutschen Justizwesen ihren Anfang nahm. Man ernannte ihn 1849 zum Assessor am Kammergericht, drei Jahre später stieg er zum Staatsanwalt am Kreisgericht Hechingen auf. 1857 wurde er Staatsanwalt am Kammergericht und 1861 Erster Staatsanwalt am Berliner Stadtgericht. Zwei Jahre später wechselte er als Appelationsgerichtsrat an das Appellationsgericht Glogau. Schelling trat u. a. als Ankläger im Gerichtsprozess gegen Ferdinand Lassalle auf, der mit seiner Rede Arbeiterprogramm angeblich zum Klassenhass aufgerufen hatte. Lassalle nutzte zur Verteidigung Zitate von Schellings Vater, sodass der Staatsanwalt später erfolglos einen Beleidigungsprozess gegen ihn anstrebte.
1864 wurde er zur weiteren Beschäftigung als preußischer Beamter in das Justizministerium abgeordnet. Dort bekam Schelling 1866 als Justizrat den Posten des Vortragenden Rates und wurde zum Mitglied der Untersuchungskommission berufen. Er erreichte drei Jahre später die Stellung eines Geheimen Oberjustizrates, arbeitete ab 1873 als Mitglied des Gerichtshofes für kirchliche Angelegenheiten und ein Jahr später als Präsident des Appellationsgerichtes Halberstadt.
1875 betraute man ihn mit dem Amt des Vizepräsidenten im Preußischen Obertribunal, dem obersten Gerichtshof Preußens in Berlin. Im Justizministerium wurde er am 14. Dezember 1876 Unterstaatssekretär. 1877 war er Präsident des Disziplinarhofs für nicht-richterliche Beamte und stand ab 19. November 1879 als Staatssekretär des Reichsjustizamtes an der Spitze der deutschen Rechtspolitik.
Nach fast zehn Jahren beendete er am 31. Januar 1889 dieses Amt und wurde preußischer Staats- und Justizminister. In dieser Position leitete er die Arbeit am Bürgerlichen Gesetzbuch in die Wege. Mit Amtsübernahme wurde er 1899 Mitglied des Preußischen Herrenhauses und Kronsyndikus.

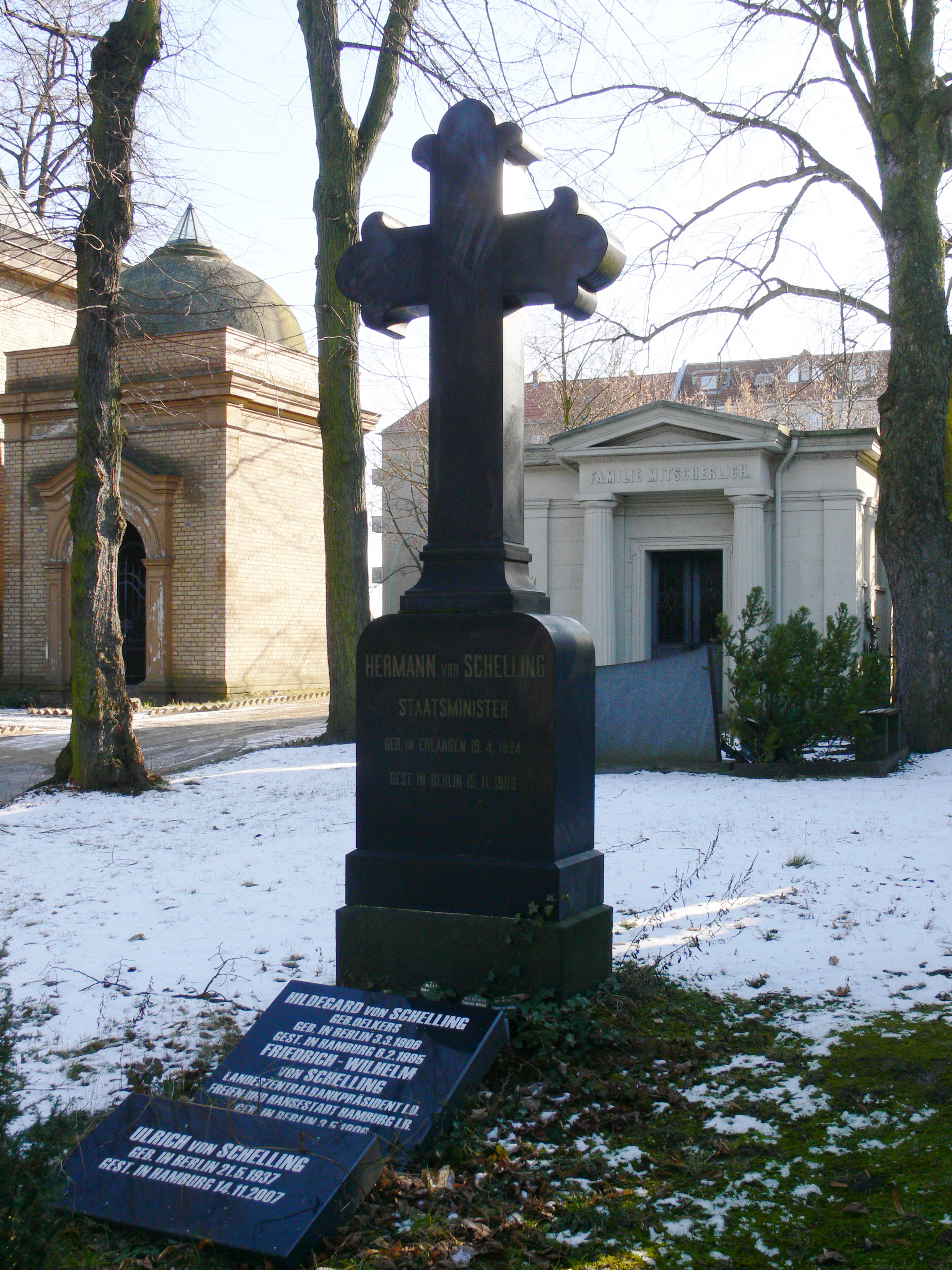
Grabstätte auf dem Alten St.-Matthäus-Kirchhof in Berlin-Schöneberg

Nach seinem Ausscheiden aus dem Justizdienst am 13. November 1894 beschäftigte er sich mit Philologie und brachte u. a. 1896 eine Übersetzung der Odyssee heraus.
Schelling wurde am 25. März 1857 in Charlottenburg in den preußischen Adelsstand erhoben.
1891 wurde ihm von Herzog Friedrich I. von Anhalt das Großkreuz des Herzoglichen Hausordens Albrechts des Bären verliehen.

### Familie
Schelling heiratete in erster Ehe am 31. März 1857 in Bodelshausen Leonie Freiin Billing von Treuburg (* 24. September 1838 in Hechingen; † 26. Mai 1877 in Berlin), die Tochter des königlich preußischen Kammerherrn und fürstlich hohenzollern-hechingischen Wirklichen Geheimrats Gustav Freiherr Billing von Treuburg und der Amalie Bayl. In zweiter Ehe heiratete er am 12. April 1882 in Berlin Margarete Wilckens (* 12. Juli 1840 in Potsdam; † 21. November 1897 in Berlin), die Tochter des Geheimen Oberfinanzrats Friedrich Wilckens und der Agnes Guariglias.